# Музей Пауліста
 Музей Пауліста (порт. Museu Paulista або Museu do Ipiranga) — історичний музей, розташований у місті Сан-Паулу, Бразилія на березі річки Іпіранга, де принц Педру, майбутній імператор Педру I, проголосив незалежність Бразилії. Музей містить багату колекцію меблів, документів та історичних виробів мистецтва, що відносяться переважно до часів Бразильської імперії. Однією з найцінніших робіт музею вважається катрина «Незалежність або смерть» (Independência ou Morte) 1988 року Педру Америку.
Вже через кілька місяців після проголошення незалежності почали висловлюватися ідеї щодо спорудження пам'ятника на цьому місці. Проте лише в 1884 був затверджений проект музею італійського архітектора Томасо Гауденціо Бецці, що спланував монументальну споруду в еклектичному стилі.